# Кормилицин, Юрий Николаевич
Юрий Николаевич Кормилицин (род. 1 июля 1932) — инженер-конструктор и учёный, кораблестроитель, главный конструктор дизель-электрических подводных лодок четырёх поколений проектов: 641, 685, 877, 636, 677 и их модификаций, генеральный конструктор подводных лодок и глубоководных технических средств с неатомными энергетическими установками (НАПЛ) ОАО ЦКБ МТ «Рубин», доктор технических наук, профессор, лауреат Государственной премии СССР и Государственной премии Российской Федерации.

## Биография
Родился 1 июля 1932 года в городе Хабаровске в семье кораблестроителей. Родители окончили Дальневосточный политехнический институт и работали на судостроительном заводе «Дальзавод» в г. Владивостоке: отец стал главным строителем подводных кораблей, мать работала в конструкторском бюро.
В 1950 году окончил среднюю школу № 9 Хабаровска и поступил на кораблестроительный факультет Дальневосточного политехнического института, после первого курса перевёлся в Ленинградский кораблестроительный институт. В студенческом научном обществе института получил первые опыты самостоятельной научной деятельности.
В 1956 году окончил вуз (диплом по атомным подводным лодкам с крылатыми ракетами) и был направлен на работу конструктором 2-й категории в ЦКБ−18 (ныне АО «ЦКБ МТ „Рубин“»), затем был переведен в группу разработчиков атомоходов, после этого в группе глубоководных аппаратов. В ЦКБ «Рубин» проработал более 50 лет и стал генеральным конструктором предприятия.
Участвовал в разработке глубоководного аппарата «Север-2» погружающегося на 2000 метров, за что в 1972 году был награждён Золотой медалью участника ВДНХ. С 1969 года являлся заместителем главного конструктора при проектировании самоходного глубоководного аппарата «Поиск-4» с глубиной погружения 4000 метров (Главный конструктор Ю. К. Сапожков).
С 1974 года был главным конструктором различных типов и проектов подводных лодок:
 — дизель-электрических подводных лодок II поколения проектов 641, 641 Б (Главный конструктор до 1974 года — З. А. Дерибин, с 1974 года — Ю. Н. Кормилицин).
 — дизель-электрических под¬водных лодок III поколения проекта 877 «Палтус». Головной корабль проекта строился на заводе им. Ленинского Комсомола в Комсомольске-на-Амуре и вступил в строй в 1982 году. Впоследствии корабли проекта 877 выпускались на судостроительных заводах в Ленинграде и Горьком. Для ВМФ СССР и России было построено 24 лодки проекта 877 и, а также 31 подводная лодка проекта 636 «Варшавянка».
 — атомной подводной лодки 3-го поколения проекта 685 «Плавник» (главный конструктор до 1977 года — Н. А. Климов, после 1977 года — Ю. Н. Кормилицин). Единственная лодка данного проекта «Комсомолец» была спущена на воду 3 июня 1983 года. Лодке принадлежит абсолютный рекорд по глубине погружения — 1027 метров, которое состоялось (4 августа 1985) и залпа ракета-торпедами с глубины 800 метров. Во время этого рекордного погружения Кормилицин находился на борту лодки. Лодка погибла в результате пожара в Норвежском море 7 апреля 1989 года.
 — дизель-электрических подводных лодок IV поколения проекта 677 «Лада» (является развитием проекта 877 «Палтус»). Головная лодка серии Б-585 «Санкт-Петербург» была спущена на воду 28 октября 2004 года. На судостроительном предприятии «Адмиралтейские верфи» ведётся строительство еще двух лодок Б-586 «Кронштадт» и Б-587 «Севастополь». При разработке проекта «Лада» было проведено более 170 опытно-конструкторских работ, результаты которых внедрены при строительстве корабля.
 — экскурсионный подводный аппарат проекта 19730 «Ихтиандр». Первый аппарат «Нептун» был построен на ПО «Севмашпредприятие» и спущен на воду в 1991 году. Второй аппарат -экскурсионная подводная лодка «Садко» была построена Санкт-Петербургским объединением «Петрозавод» и спущена на воду в 1997 году. В настоящее время экскурсионные подводные лодки «Нептун» и «Садко» являются единственные в нашей стране.
Всего по проектам, которыми руководил Ю. Н. Кормилицин, было построено более 180 подводных лодок различных типов и назначений.
Ведёт большую научную и преподавательскую деятельность, является автором многочисленных инженерно-конструкторских разработок, научных работ, изобретений, многих учебных пособий. Его учебник в двух томах «Проектирование подводных лодок» издан не только в России, но и за рубежом.
В 1988 году защитил кандидатскую диссертацию, в настоящее время доктор технических наук.
В настоящее время является профессором кафедры проектирования судов Санкт-Петербургского государственного морского технического университета и кафедры эксплуатации корпусов и устройств корабля Военно-морского инженерного института. Работает заместителем Генерального директора по стратегическому развитию — начальником конструкторского бюро и главным конструктором подводных аппаратов 
АО «БАРС», возглавляет российско-итальянскую рабочую группу по военно-морскому кораблестроению.

## Награды и почётные звания
- Государственная премия СССР (1984)
- Государственная премия Российской Федерации (1998) — за разработку новой технологии производства плакирования ферритных материалов, создание специальных марок стали и внедрение их в различные отрасли народного хозяйства
- Орден Дружбы (1998)[11]
- Золотая медаль ВДНХ
- Медали СССР и России
- Орден Русской Православной Церкви Св. Благоверного князя Даниила Московского III степени
- Кавалер всех наград Санкт-Петербургского морского собрания[12]
- Старшина Морского собрания г. Санкт-Петербурга
- Почётный член Владивостокского морского собрания
- Академик Санкт-Петербургской инженерной академии (1995)[13]

В 2012 году Санкт-Петербургской Морской документальной видеостудией снят документальный фильм «Подводный флот Юрия Кормилицина» о жизни и деятельности прославленного конструктора.

## Семья
- Сын — Кормилицин Николай Юрьевич, в 1987 году окончил Ленинградский кораблестроительный институт по специальности «судостроение и судоремонт» (специализация — подводное кораблестроение), работал на Ленинградском Адмиралтейском объединении в должности старшего мастера — начальника участка в сдаточном цехе по постройке подводных лодок. С 1992 года основатель и Генеральный директор ЗАО «БАРС»[16].